# هلی رانتانن
هلی رانتانن (فنلاندی: Heli Rantanen؛ زادهٔ ۲۶ فوریهٔ ۱۹۷۰) پرتاب‌گر نیزه اهل فنلاند بود.
از افتخارات او می‌توان به کسب مدال طلا پرتاب نیزه در بازی‌های المپیک تابستانی ۱۹۹۲ اشاره کرد.